# Sharon Kay Penman
Sharon Kay Penman, född 13 augusti 1945 i New York, död 22 januari 2021 i Atlantic City, New Jersey, var en amerikansk författare av historiska romaner. Hon är främst känd för sin trilogi om walesiska prinsar och en serie om Huset Plantagenet. Hon skrev även fyra mysterieromaner som utspelar sig på medeltiden. Hennes romaner utspelar sig i England, Frankrike och Wales och handlar om engelska och walesiska kungligheter under medeltiden. Flera av hennes romaner har hamnat på New York Times bästsäljarlista.

## Karriär
Sharon Kay Penman föddes i New York, men växte upp i New Jersey. Hon tog sin Bachelor's degree på University of Texas at Austin, med historia som sitt huvudämne. Hon har även en juris doktor-examen från Rutgers University och arbetade som skattejurist innan hon blev författare. Under studietiden gjorde hon research och skrev The Sunne in Splendour om Rikard III. Hennes 400 sidor långa manuskript blev dock stulet, vilket gav henne skrivkramp under de följande fem åren. Så småningom skrev hon dock om boken och den publicerades 1982, efter att hon tillbringat 12 år med att skriva den, medan hon samtidigt arbetade som jurist. I början av 1980-talet flyttade hon från New Jersey till Wales, där hon gjorde research och fick inspiration till sin andra roman Here Be Dragons.

## Författarkarriär
The Sunne in Splendour  handlar om slutet av Rosornas krig. I boken beskriver hon Rikard III som en känslig, missförstådd härskare, med en skadad axel. Hon valde att beskriva hans karaktär på det sättet efter att ha blivit fascinerade av hans historia. Hon menade att detta var ett typexempel på hur historien har skrivits av segraren.
Efter att ha skrivit The Sunne in Splendour hade hon blivit hopplöst fast för skrivandet. Hon hade mycket material om de rebelliska och missnöjda bröderna och de konspirerande kungarna och tvära drottningarna i huset Plantagenet och hoppades att skriva ett dussin böcker i ämnet. Efter The Sunne in Splendour  började hon skriva den walesiska trilogin, som primärt utspelar sig i Wales. Den följdes av en serie om huset Plantagenet som handlar om Henrik II av England och Eleonora av Akvitanien.
Penmans romaner utspelar sig alla under medeltiden. Walesiska prinstrilogin utspelar sig på 1200-talet, två århundraden före The Sunne in Splendour. Under researcharbetet med Here Be Dragons, den första boken i serien, fascinerades hon av komplexiteten i kvinnors roll i det medeltida samhället, de walesiska kvinnorna hade exempelvis mycket större självständighet än de engelska. En adelskvinna hade, oavsett om det var i Wales eller England, ansvaret över ett hushåll och däribland hushållets riddare, som hon var beroende av för att garantera hushållet säkerhet.
Penman publicerade sina första medeltida mysterieromaner 1996. Den första, The Queen's Man, var finalist till att vinna ett Edgar Award i kategorin "Best First Mystery" som delas ut av Mystery Writers of America. Penman gav följande förklaring till att börja skriva i mysteriegenren efter att tidigare enbart skrivit historiska romaner: "Efter att jag gjort research och skrivit When Christ and His Saints Slept var jag nära att bli utbränd. För första gången på två decennier hade min gränslösa entusiasm för medeltiden börjat att falna. Jag bestämde att jag behövde ändra takten och eftersom jag alltid varit ett fan av mysterieromaner så kände jag att det vore roligt att skriva en medeltida mysterieroman. När idén väl hade slagit rot, var det troligen oundvikligt att jag skulle välja att skriva om Eleonora av Akvitanien, som är en av historiens mest minnesvärda kvinnor".
Boken utspelar sig under 1100-talet och den unge Justin de Quincy är en medeltida utredare. I den första boken upphöjs han till en av "drottningens män". The Queen's Man och Cruel as the Grave berättar om perioden efter Henrik II av Englands död, då den omkring 70 år gamla Eleonora styr över Angevinriket, med en son (Rikard Lejonhjärta) i fångenskap och den andra (Johan utan land) vid maktens utkant. Den tredje romanen i serien, 'The Dragon's Lair, utspelar sig under samma tidsperiod, men i nordvästra England och norra Wales. I den senaste romanen i serien, Prince of Darkness, fortsätter Penman att beskriva konflikten mellan mor och söner, och väver även in de Quincys konflikter.
Penman belönades 2001 med Career Achievement Award for Historical Mysteries from Romantic Times.

## Walesiska prinstrilogin

### Here Be Dragons
Here Be Dragons, som utkom 1985, är den första i Penmans romantrilogi om de medeltida prinsarna i ätten Gwynedd. Penman tror att denna roman blivit populär då den är okänd mark för de flesta av läsarna. Historien om ätten Plantagenets är mer välkänd, men inte lika många känner till medeltida Wales och dess prinsar. Dessutom är historien om Llywelyn den store och Joanna, Kung Johanss utomäktenskapliga dotter, remarkabel och slog an en känslosträng hos många läsare.”

### Falls the Shadow
I Falls the Shadow, som utkom 1988, skriver Penman om familjerelationerna kring Henrik III och hans svåger Simon de Montfort. Simon de Montfort var gift med Eleanora av Pembroke, som var syster till Henrik III. Falls the Shadow, som beskriver Simon de Montforts uppror leder fram till The Reckoning. Penman hade ursprungligen tänkt att skriva en bok som fortsättning på Here Be Dragons, som skulle handla om både Simon de Montfort och Llewelyn Fawrs sonson, Llewelyn ap Gruffydd, som senare gifte sig med Simons dotter. Hon insåg dock att det hade blivit för mycket för en bok, så hon valde att skriva Falls the Shadow om Simon de Montfort och The Reckoning om Llewelynap Gruffydd
Penman beskriver Simon de Montfort som en man som blir alltmer besviken på sin härskare, gör uppror 1263, blir regent för Henrik III och försöker återupprätta de rättigheter som angavs i Magna Carta. Då Penman gjorde research för Falls the Shadow, gjorde hon mycket av den på plats, och besökte de borgar och slagfält som hennes bok beskriver.

### The Reckoning
The Reckoning, som utkom  1991 handlar om Llewelyn ap Gruffydd, som var sonson till Llywelyn den store som Here Be Dragons handlade om, och hans konflikt med Henrik III. Romanen handlar även om Simon de Montforts dotter Ellen, som är Henrik III:s systerdotter. Hon trolovades med Llewellyn, något som hennes kusin Edvard motsatte sig, han som snart skulle bli Edvard I av England.

### Walesiska prinstrilogin
- Here Be Dragons New York : Holt, Rinehart, and Winston, c1985 ISBN 0-03-062773-7 London: Collins, 1986 ISBN 0-00-222960-9
- Falls the Shadow New York : H. Holt, c1988 ISBN 0-8050-0300-2 London: Joseph, 1988 ISBN 0-7181-2923-7
- The Reckoning New York : H. Holt, 1991 ISBN 0-8050-1014-9 London: Joseph, 1991 ISBN 0-7181-2948-2

### Plantagenet-serien
- When Christ and His Saints Slept New York: H. Holt, 1995 ISBN 0-8050-1015-7 London: Joseph, 1994 ISBN 0-7181-3585-7
- Time and Chance New York: G.P. Putnam’s Sons, c2002 ISBN 0-399-14785-3 London: Joseph, 2002 ISBN 0-7181-4308-6
- Devil's Brood New York: G.P. Putnam’s Sons, c2008 ISBN 978-0-399-15526-0 London: Joseph, 2009 ISBN 0-7181-5465-7
- Lionheart New York: G.P. Putnam's Sons, c2011 ISBN 0-399-15785-9 London: Marian Wood Books/Putnam, 2011 ISBN 978-0-399-15785-1
- A King's Ransom New York: Marian Wood Books/Putnam, c2014 ISBN 978-0-399-15922-0 London: Macmillan 2014 ISBN 978-0-230-76805-5

### Justin de Quincy-mysterierna
- The Queen's Man New York : H. Holt, 1996 ISBN 0-8050-1015-7 London: Joseph, 1996 ISBN 0-7181-3981-X
- Cruel as the Grave New York : Henry Holt, 1998 ISBN 0-8050-5608-4 London: Joseph, 1998 ISBN 0-7181-4307-8
- Dragon's Lair New York : G.P. Putnam’s Sons, c2003 ISBN 0-399-15077-3 London: Penguin, 2005 ISBN 0-14-025098-0 (pbk.)
- Prince of Darkness New York : G.P. Putnam’s Sons, c2005 ISBN 0-399-15256-3